# Gymnoscelis dearmata
Gymnoscelis dearmata är en fjärilsart som beskrevs av Karl Dietze 1903. Gymnoscelis dearmata ingår i släktet Gymnoscelis och familjen mätare. Inga underarter finns listade i Catalogue of Life.